# Леви (имя)
Леви (ивр. לֵוִי‎) — еврейское мужское имя.

## Происхождение
Впервые это имя встречается в Танахе (Ветхом Завете). Леви — третий сын Иакова (Израэля), родоначальник колена левитов.

## Люди, носившие это имя
- Леви — ветхозаветный родоначальник колена левитов.
- Леви (Левий) Матфей — один из двенадцати апостолов (учеников) Иисуса Христа, персонаж Нового Завета. По традиции, считается автором Евангелия от Матфея.
- Леви Страусс (1829—1902) — американский промышленник.
- Леви Эшколь (1895—1969) — третий премьер-министр Израиля.